# Вислоносая акула
Вислоносая акула (лат. Scylliogaleus quecketti) — единственный вид хрящевых рыб рода вислоносых акул семейства куньих акул отряда кархаринообразных. Обитает в юго-западной части Индийского океана. Размножается плацентарным живорождением. Максимальная зафиксированная длина 102 см (самка). Опасности для человека не представляет. Коммерческого значения не имеет. Известно всего 30 экземпляров этих акул.

## Таксономия
Впервые вид научно описан в 1902 году. Название рода происходит от слов др.-греч. Σκύλλα — «акула» и греч. γαλεός — «кунья акула». Вид назван в честь Ф. Дж. Куикетта, куратора Дурбанского музея естествознания, обеспечившего материал для исследований.

## Ареал
Вислоносые акулы имеют очень ограниченный ареал. Они обитают в западной части Индийского океана у побережья Южной Африки (от северо-востока Восточно-Капской провинции до севера Квазулу-Наталь) недалеко от берега в зоне прибоя.

## Описание
У вислоносых акул тупое, короткое рыло, закруглённое при взгляде сверху или снизу. Овальные крупные глаза вытянуты по горизонтали. Под глазами расположены выступы. Ноздри обрамлены треугольными складками кожи. Короткий рот широко изогнут в виде арки. По углам рта имеются губные борозды. Верхние борозды достигают уровня верхнего симфиза. Зубы тупые и плоские, без зубцов и латеральных зазубрин. Первый спинной плавник довольно крупный, имеет серповидную форму. Его основание находится между основаниями грудных и брюшных плавников. Второй спинной плавник почти равен первому. Вторая половина его основания расположена над основанием анального плавника. Анальный плавник меньше обоих спинных плавников. Нижняя лопасть хвостового плавника хорошо развита у молодых акул, у взрослых она короткая. У верхнего края хвостового плавника имеется вентральная выемка. Окраска дорсальной поверхности тела серого цвета, брюхо кремовое.

## Биология
Вислоносые акулы размножаются плацентарным живорождением. В помёте от 2 до 4 детёнышей. Беременность длится 9—10 месяцев. Самцы и самки достигают половой зрелости при длине 70—89 см и 80—102 см. Длина новорождённых 34 см. Рацион состоит в основном из ракообразных и кальмаров.

## Взаимодействие с человеком
Вид не представляет опасности для человека. В ареале ведётся интенсивный рыбный промысел. В качестве прилова попадает в коммерческие рыболовные сети. Эти акулы являются объектом любительского рыболовства. Мясо, вероятно, употребляют в пищу. Международный союз охраны природы присвоил этому виду статус «Уязвимый».